# Первомайская улица (Москва)
Первома́йская улица — улица в Восточном административном округе города Москвы, одна из крупнейших улиц района Измайлово.
Является восточным продолжением Измайловского шоссе, от которого и ведётся нумерация домов. Проходит от Главной аллеи до 16-й Парковой улицы.
Улица пересекает 2-ю, 3-ю, 5-ю, 6-ю, 7-ю, 9-ю, 11-ю и 15-ю Парковые улицы, слева примыкают Измайловский проезд, Измайловская площадь, 13-я Парковая улица, справа — 1-я, 4-я, 8-я, 12-я и 14-я Парковые улицы. Первомайская — единственная улица, с которой можно свернуть на любую из шестнадцати Парковых улиц, начинающихся у Измайловского леса. Не имеет самостоятельного выезда на МКАД (упираясь в конце в Измайловский комбинат декоративного садоводства), что определяет снижение загруженности трассы по мере приближения к окраине города.

## История
Древние названия улицы — Слободка и Малая Стромынка (второе название — по подмосковному селу Стромынь, как и название улицы Стромынка). В 1938 переименована в Первомайскую в честь праздника 1 мая. В состав Москвы вошла в 1935 году.
До Великой Отечественной войны 1941—1945 застройка улицы была преимущественно деревянной: двухэтажные бараки, оштукатуренные и побелённые снаружи.
С 1946 года строились трёх-пятиэтажные каменные дома, с 1950-х — многоэтажные дома.
В 1970-е годы проект застройки создавался под руководством архитектора З. М. Розенфельда.
Трамвайная линия до посёлка НКПС (конечная станция в районе современной 12-й Парковой улицы) была проложена в 1938 году. Продлена до современной конечной в 1951 году. В 1950-е годы появилась и троллейбусная линия. До 1961 года остановка транспорта «Станция метро „Первомайская“» находилась в районе 1-й Парковой улицы. После открытия современной станции метро и продления транспорта до нынешней конечной остановка стала располагаться у пересечения улицы с 9-й Парковой улицей, а остановка у 1-й Парковой стала называться «Измайловская площадь». С марта по 7 мая 1982 года трамвайное движение по улице не осуществлялась, вместо трамваев ходил автобус № 0, а троллейбус  № 22  в сторону 16-й Парковой улицы  был временно ходил  в обход по 1 Прядильной улице, Измайловскому бульвару и 15-й Парковой улице. Автобус №0 ходил до станции метро "Семеновская", т. к. ремонт трамвайных путей одновременно проводился и на Щербаковской улице. С октября 1991 по 1 октября 1993 года по улице не осуществлялось трамвайное движение в связи с затянувшимся ремонтом, а троллейбусное движение в противоположную сторону также осуществлялось в обход, но вместо 1-й Прядильной по 3-й Парковой улице.

## Здания и сооружения

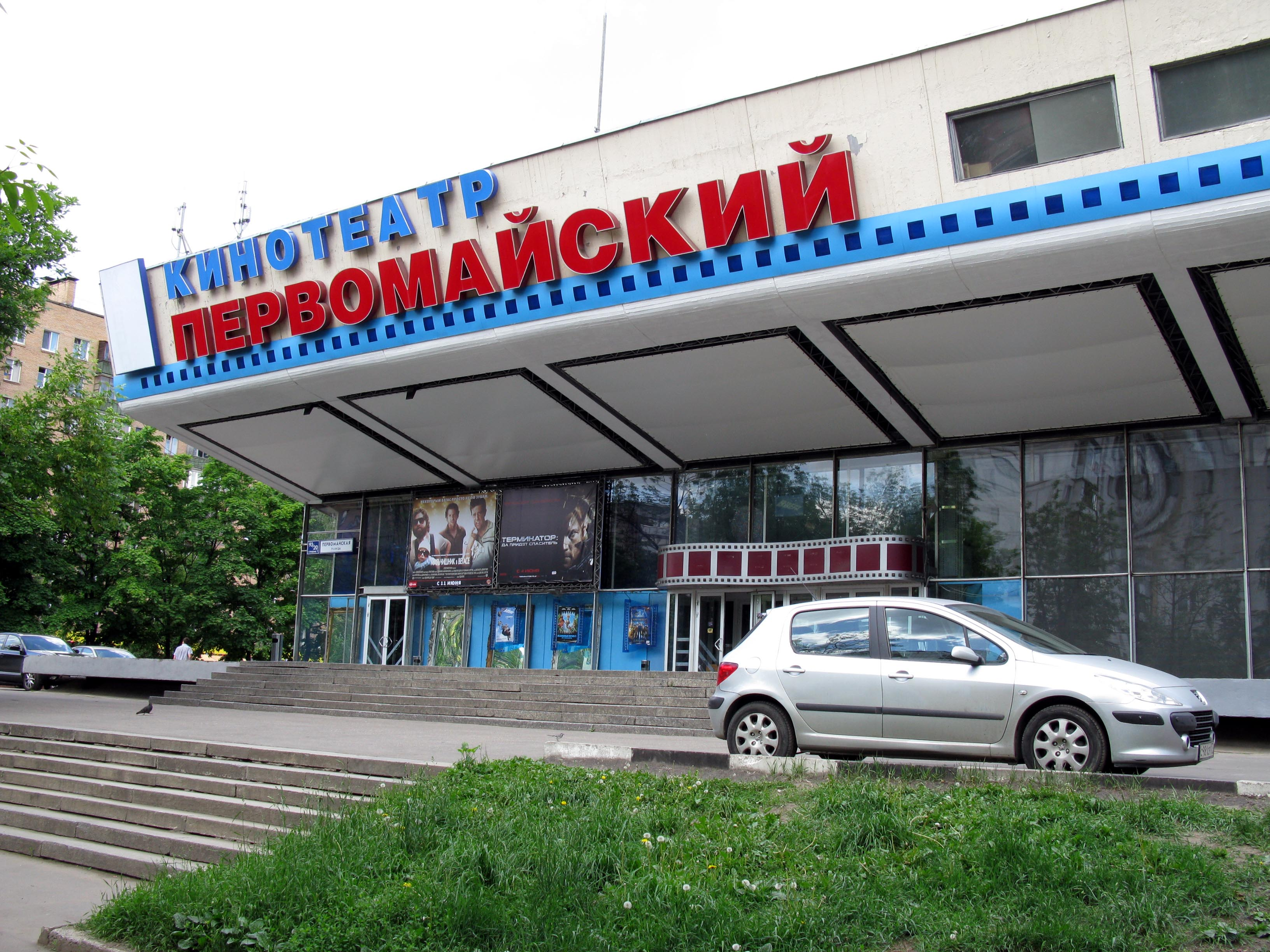
Кинотеатр «Первомайский» (ныне сненён)

Архитектурный ансамбль улицы достаточно разнороден: здесь присутствуют и «сталинские» дома конца 40-х — начала 50-х годов постройки, и кирпичные «хрущёвки», блочные и панельные многоэтажки, и современные дома 2000-х годов постройки.

### По нечётной стороне
- № 1/2 — два коммерческих банка; на углу этого первого по улице дома — башня, образующая пару с башней на противоположной стороне улицы (дом № 4). В советский период башни венчали неоновые буквы: «СЛАВА» (слева) и «КПСС!» (справа);
- № 3А — детский сад № 573;
- № 9 — кафе «Замок встреч» (в советский период — кафе «Мороженое»);
- № 19 — ресторан;
- № 25/26 (пересечение со 2-й Парковой ул.) — с советского периода «Гастроном»;
- № 27А (в глубине) — средняя школа № 445 с гимназическими классами[9];
- № 33/25 (пересечение с 3-й Парковой ул.) — в советский период и до середины 2000-х годов магазин «Сантехника», ныне — «Темпл-бар» и «Урюк»;
- № 35/18 (пересечение с 3-й Парковой ул.) — в советский период ресторан «Восток», с интерьерами, слабо оправдывавшими его название (упразднён в 1990-е годы); ныне (в другом помещении, вход с Первомайской) — «Япоша»;
- № 39 — в советский период магазин «Силуэт» (товары для женщин), ныне — магазин сети «Энтузиаст»;
- № 47/19 — кафе «Лакомка» (в советский период — одноимённый магазин);
- № 49 — жилой семиэтажный дом (1954 г., высота — 28 метров), отделанный светлой терразитовой штукатуркой, украшен эркерами; в первом этаже дома — универсам «Магнит», магазины «Цветы» и «Сувениры»;
- № 53/20 (пересечение с 6-й Парковой ул.) — поликлиника, аптеки;
- № 59 — гимназия № 1290;
- № 61/8 — городская поликлиника № 182 (взрослая);
- № 65 — Измайловская гимназия (№ 1508);
- № 73 — детский сад № 2251;
- № 81, строение 1 — был магазин подарков сети «Мульти» (в советский период — столовая), сейчас- торговый ряд аптеки, продукты, цветы;
- № 93/20 — кинотеатр «Первомайский», снесен в декабре 2020 года, сейчас на его месте открыт киноцентр с торгово-развлекательным комплексом[10];
- № 107А — управление социальной защиты населения Восточного административного округа;
- № 111 — центр образования «Измайлово»;
- № 121 — трамвайная и автобусная конечная станция «16-я Парковая улица».

### По чётной стороне

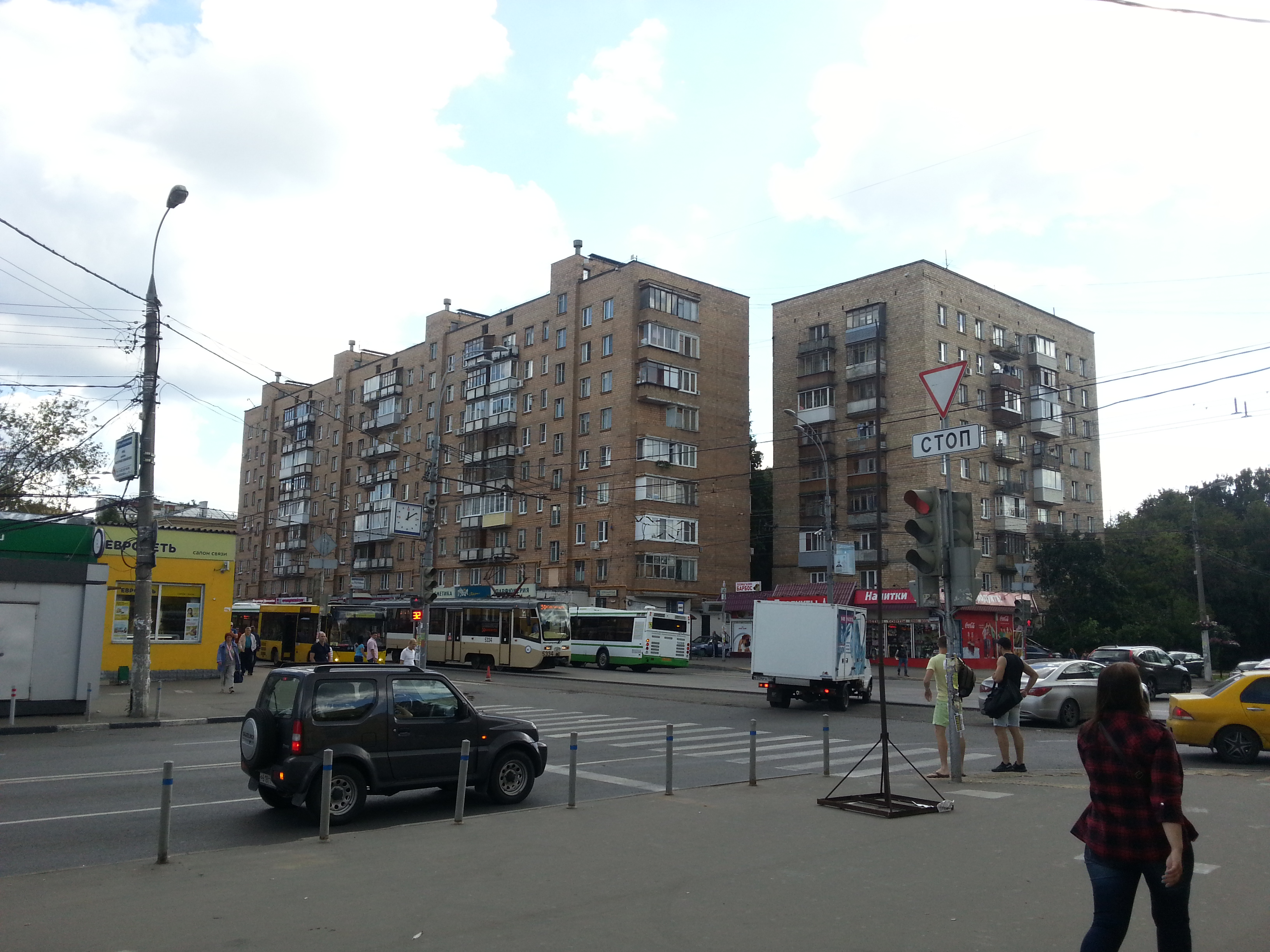
Первомайская улица, дом 74. Август 2015 года

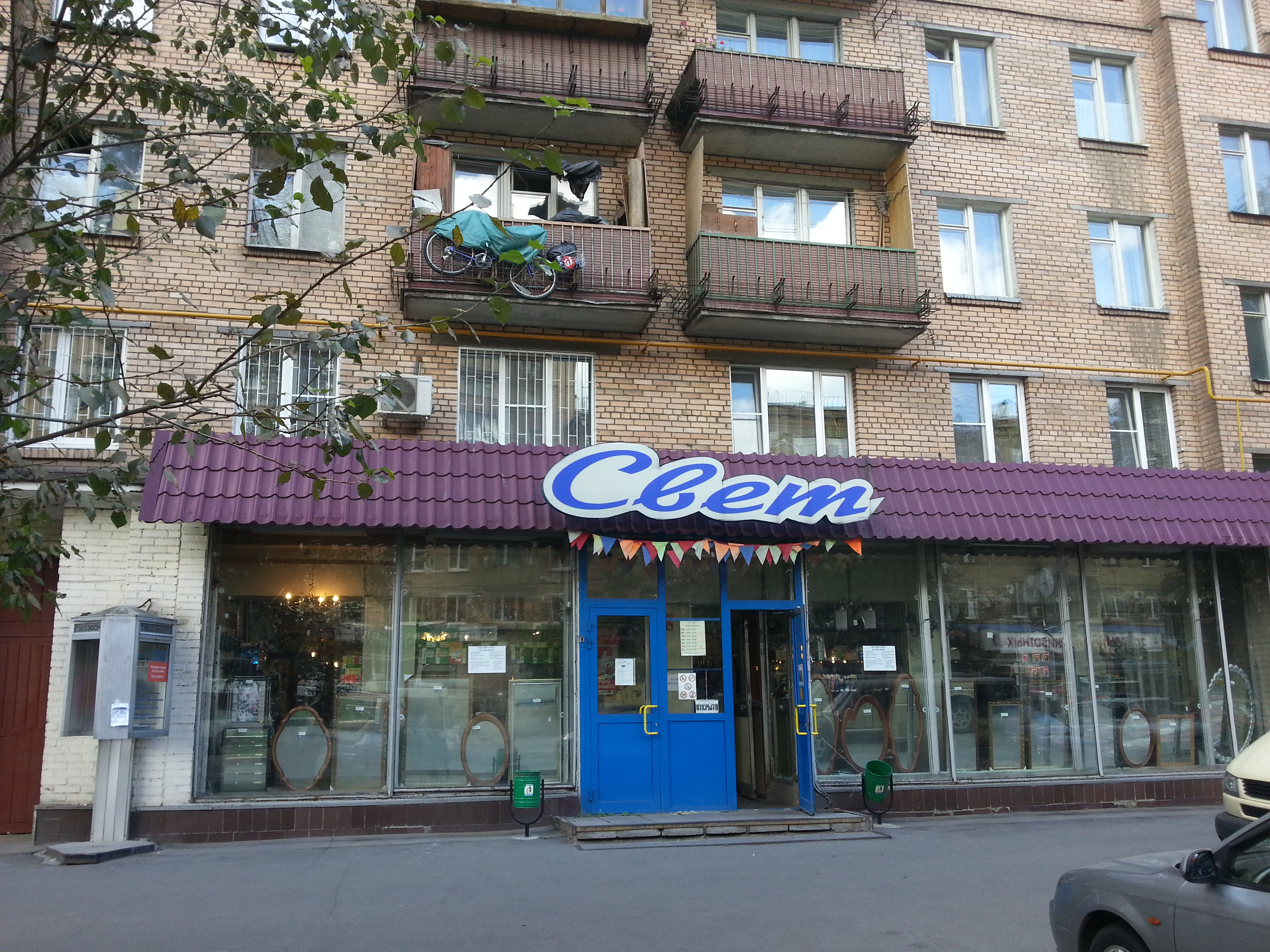
Магазин «Свет», дом 82 (2015)

- № 4 — детский сад № 954; на углу этого первого по улице дома — башня, образующая пару с башней на противоположной стороне улицы (дом № 1/2). В советский период башни венчали неоновые буквы: «СЛАВА» (слева) и «КПСС!» (справа);
- № 10, строение 2 — детская поликлиника № 20;
- № 28/24 (пересечение с 2-й Парковой ул.) — универсам «Доброном»;
- № 32/23 (пересечение с 3-й Парковой ул.) — мебельный салон «К и С» (в советский период — «Мебель») и «Салон красоты» (вход с 3-й Парковой);
- № 34/16 (пересечение с 3-й Парковой ул.) — в советский период «Русские пироги», ныне — «Трактир Штирлицъ» и «Авиатранссервис» (билеты), в полуподвальном помещении японский ресторан «Соус»;
- № 40/19 (пересечение с 4-й Парковой ул.) — парикмахерская (с советского периода), магазины «Табак» и «Сантехника»;
- № 42 — торговый центр «Измайловский»;
- № 42, корпуса 1—4 — жилой комплекс «Измайловский»;
- № 44/20 (пересечение с 5-й Парковой ул.) — нотариальная контора, магазин «Три Толстяка», магазин керамики (в советский период — «Радиоэлектроника»);
- № 66 — магазины «Спортмастер» и «Терволина» (в советский период — магазин «Хозяйственный»);
- № 74 — до 1992 г. магазины «Галантерея» и «Трикотаж», на 08.2010 — «Юниаструм банк», Аптека (2 шт., с торца дома и с лицевой стороны), магазин подарков Гудвин (парфюмерия и косметика), Салон Брюк и костюмов;
- № 82 — магазин «Свет» (с советских времён);
- № 88 — Японский ресторан «Япоша» (в советский период — молодёжное кафе «Ровесники»);
- № 94 — Кафе «Кампус», «Баскин Робинс» (в советский период магазин «Пианино»);
- № 96 — салон сотовой связи, молочная кухня «24 часа», пекарня (с советского времени до 2020 года — магазин «Детское питание»), Московский архитектурно-строительный техникум;
- № 104 — детский сад № 1522;
- № 106 и 110 — универмаг «Детский мир» (до 1982 года дома № 98/18 и 18/98 — булочная-кондитерская и магазин «Овощи-фрукты»);
- № 122 и 126 — здания парадной архитектуры, соединённые решетчатым забором с воротами; в одном из зданий расположен универсам «Копейка», в другом — аптека;
- № 128/9 — детская музыкальная школа № 87 им. В. И. Сафонова.

## Транспорт
- В середине улицы находится южный вестибюль станции метро  Первомайская. В одном квартале к югу от начальной части улицы находится станция метро  Измайловская.
- На всём протяжении улицы по ней проложена трамвайная линия (маршруты 11 и 12). Ранее существовала троллейбусная линия, по которой проходил маршрут 22.
- На отдельных участках улицы по ней проходят автобусные маршруты:
  - 15 (от 9-й до 15-й Парковой улицы)
  - 34 (от Измайловской площади до 1-й Парковой, от 3-й до 5-й и от 15-й до 16-й Парковой улицы)
  - 223 (от 9-й Парковой до 3-й Парковой, обратно от 1-й Парковой до 9-й Парковой улицы)
  - 257 (от 9-й до 15-й Парковой улицы)
  - 557 (в одну сторону от 11-й до 9-й Парковой улицы)
  - 634 (от Главной аллеи до Измайловской площади)
  - 664 (от 9-й до 15-й Парковой улицы)
  - 833 (от 15-й до 16-й Парковой улицы)
  - 974 (от 9-й до 15-й Парковой улицы)
  - т22 (от Главной аллеи до 16-й Парковой улицы)
  - н3 (от Главной аллеи до 9-й Парковой улицы)